# Remel (Maß)
Remel, auch Rämel, Rähmel, Ramel, war ein deutsches Gewichtsmaß, dessen Verwendung auf Norddeutschland, Region Bremen begrenzt war. Es war ein Begriff für Bündel. Das Maß fand bei der Ernte seine Verwendung. Ein Krug Aussaat sollte wenigstens ein Remel oder eine Stiege zu 20 Botten Flachs erbringen, konnte aber auch 1 ½ Remel sein.
- 1 Remel = 1 Bündel (Flachsfaser) = 20 Pfund